# ジョー・メンデス
ジョサファト・"ジョー"・ウッディング・メンデス（Josafat "Joe" Wooding Mendes、2002年12月31日 - ）は、スウェーデン・ストックホルム出身のサッカー選手。SCブラガ所属。ポジションはDF。

## クラブ経歴
ストックホルムのアマチュアクラブを経て、2021年12月21日、AIKソルナに4年契約で移籍した。
2023年1月28日、5年半契約でSCブラガへ移籍した。

## 代表経歴
2023年1月、スウェーデン国内でプレーする選手のみで組まれたスウェーデン代表へ初招集され、1月12日のアイスランド代表戦でフル代表デビューを飾った。